# Avet del Colorado
L'avet del Colorado (Abies concolor) és una espècie de conífera de la família de les pinàcies, nativa de les muntanyes occidentals de Nord-amèrica. També pot rebre el nom d'avet blanc, avet blanc americà o avet blau.

## Descripció
És una conífera perennifòlia que atenys dels 25 als 60 m d'alçada i pot arribar a desenvolupar un tronc de més de 2 m de diàmetre. La capçada és més o menys oberta i de forma cònica i l'escorça del tronc és llisa i de color gris fosc. Les fulles són tipus acicular, aplanades de 2,5 a 6 cm de llarg i 2 mm d'ample per 0,5 a 1 mm de gruix, de color verd a blau verdós, glauques a dalt, i amb dues bandes glauques d'estomes a sota, amb la punta no agusada. L'arranjament foliar és en espiral en els àpex, però cada fulla està girada a la base de manera variable, de manera que se situen en dues fileres. Les pinyes o estròbils tenen de 6 a 12 cm de llargària i 4 a 4,5 cm d'ample, verdes o púrpures i en madurar esdevenen de color bru pàl·lid, tenen prop de 100 a 150 bràctees curtes. Les llavors, alades, són dispersades quan els estròbils es desintegren a la maduresa, a prop de 6 mesos després de ser pol·linitzats.

## Ecologia i distribució
Espècie autòctona dels estats occidentals dels EUA: Idaho, Oregon, Califòrnia, Nevada, Utah, Colorado, Nou Mèxic, Arizona i també present a les regions de Mèxic de Baixa Califòrnia i Sonora.
Apareix en un elevat rang d'altitud (des dels 900 als 3.000 metres d'altitud) i de precipitació (dels 350 als 1.240 mm anuals). Tendeix a créixer en llocs mèsics de l'estatge montà mentre que les poblacions situades a més altitud toleren condicions més xèriques. Creix sobre sòls àcids de diferent litologia. Prefereix sòls ben drenats i no tolera l'excés d'humitat. En comparació amb altres espècies d'avet és menys tolerant a l'ombra.
Forma boscos purs a l'estatge montà de les muntanyes Rocoses i també boscos mixts amb altres coníferes com ara: Pinus ponderosa, Pinus lambertiana, Pinus contorta, Calocedrus decurrens, Pinus jeffreyi i Pseudotsuga menziesii. Apareix de forma secundària en boscos subalpins dominats per Pinus albicaulis, Pinus flexilis i Tsuga mertensiana entre d'altres.

## Silvicultura i maneig
L'avet blanc del Colorado és apreciat per la seva fusta. S'utilitza en la construcció per a fer emmarcaments, contraplacats, i la seva rectitud fa que sigui adequada per a pilars o bigues. També s'utilitza per a la producció de pasta de paper. La majoria dels boscos productors d'aquest avet estan gestionats com a masses regulars (és a dir en rodals d'arbres coetanis) per tal de facilitar l'explotació i la gestió. El millor mètode de regeneració de les masses pures d'avet és l'aclarida successiva uniforme, que consisteix en una aclarida i tallades successives, per tal d'obrir el dosser arbori gradualment. Una primera aclarida augmenta la producció de la llavor, mentre que les successives aclarides posteriors faciliten l'establiment de les plàntules. Aquestes tretes de peus no han de durar més de 20-30 anys (equivalent a una classe artificial d'edat), per tal que la regeneració i la massa sigui coetània. Un dels principals perills de les masses d'avet del Colorado, és el risc d'incendi. La seva estructura de brancatge dens que pot arribar a estar amb contacte amb el sotabosc, crea una elevada connectivitat horitzontal de biomassa, facilitant que el foc arribi a les capçades. Per aquest motiu, les podes, la gestió del sotabosc i les cremes controlades són utilitzades pel control d'aquest risc.

## Plagues i patògens
L'avet del Colorado és comunament parasitat per hemiparàsits com Phoradendron pauciflorum o l'arceutobi de l'avet (Arceuthobium abietinum), ambdues espècies de la família de les santalàcies. Germinen a les branques i introdueixen les arrels modificades (austoris) al floema i xilema de la planta hoste. Produeixen un debilitament de l'avet, fent-lo més vulnerable a infeccions fúngiques o atacs d'insectes.
Alguns dels patògens més comuns són els fongs Heterobasidion annosum, Armillaria sp., Echinodontium tinctorium, Phellinus weirii entre d'altres. Infecten l'arbre a través de ferides o obertures i causen decaïment, putrefacció de la fusta i finalment la mort de l'arbre. Scolytus ventralis, un col·leòpter de la família dels escolítids, causa una elevada mortalitat en boscos d'avets del Colorado d'arreu dels Estats Units. La femella perfora l'escorça i pon els ous a prop del floema. Les larves s'alimenten i formen galeries al floema, fet que provoca una interrupció del flux d'aigua i nutrients a la part superior del tronc o la branca. Si la infestació de l'arbre és elevada causa la mort de l'hoste. Altres espècies susceptibles d'atacar l'avet del Colorado és el minador de l'avet del Colorado (Epinotia meritanu), les larves del qual s'alimenten de les fulles de l'avet, i poden causar elevats danys, defoliació i finalment la mort de les branques infestades.

## Galeria

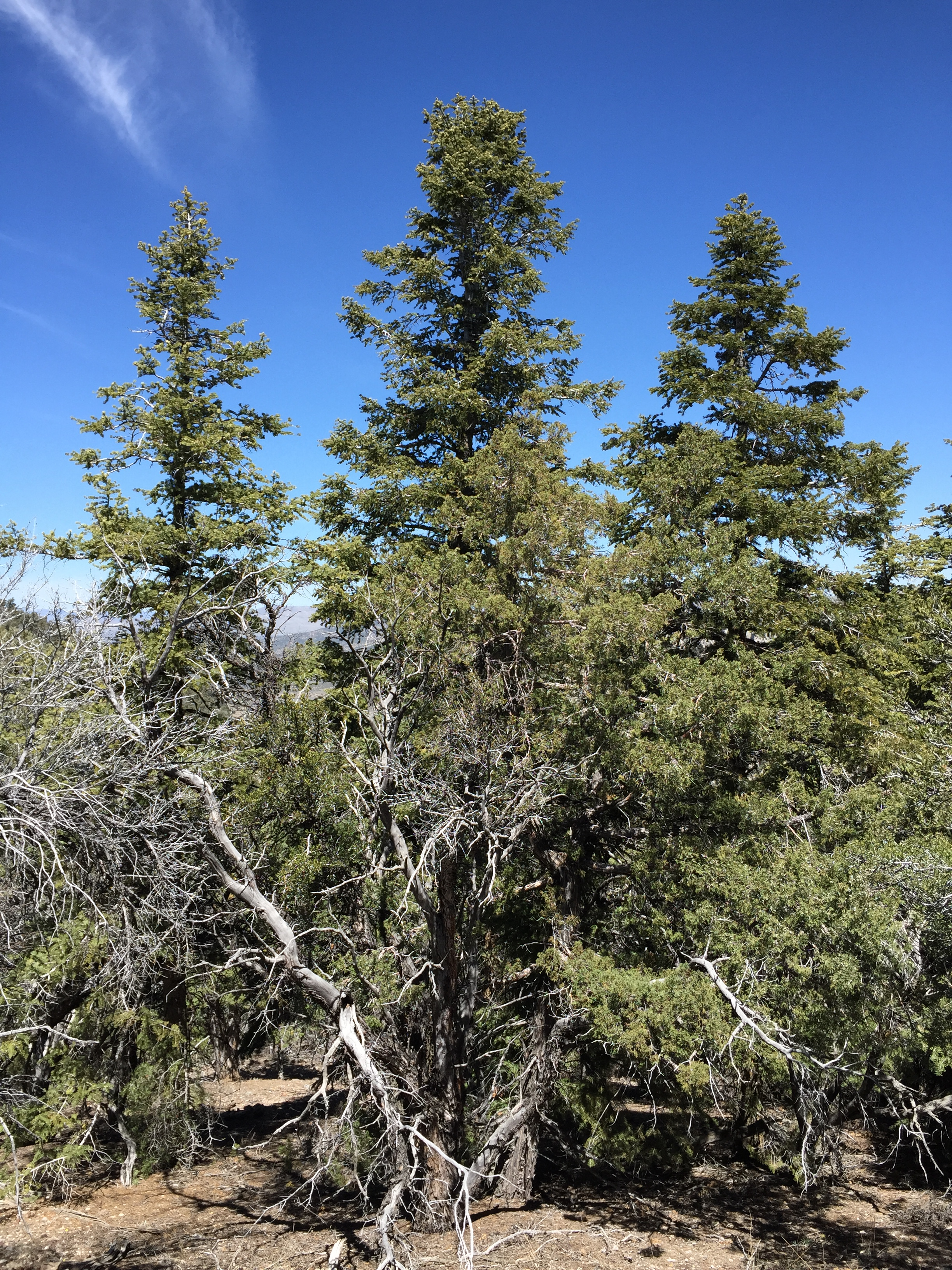
Exemplars vells d'Abies concolor
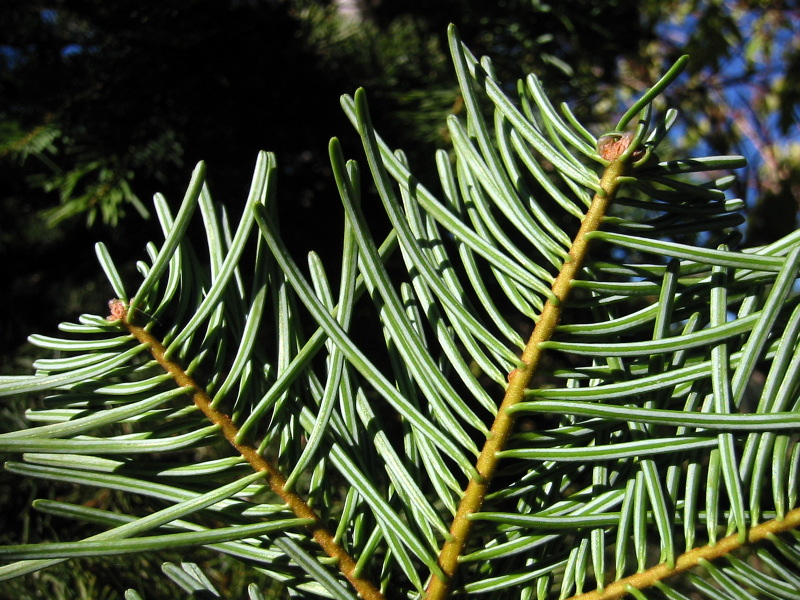
Detall de les fulles
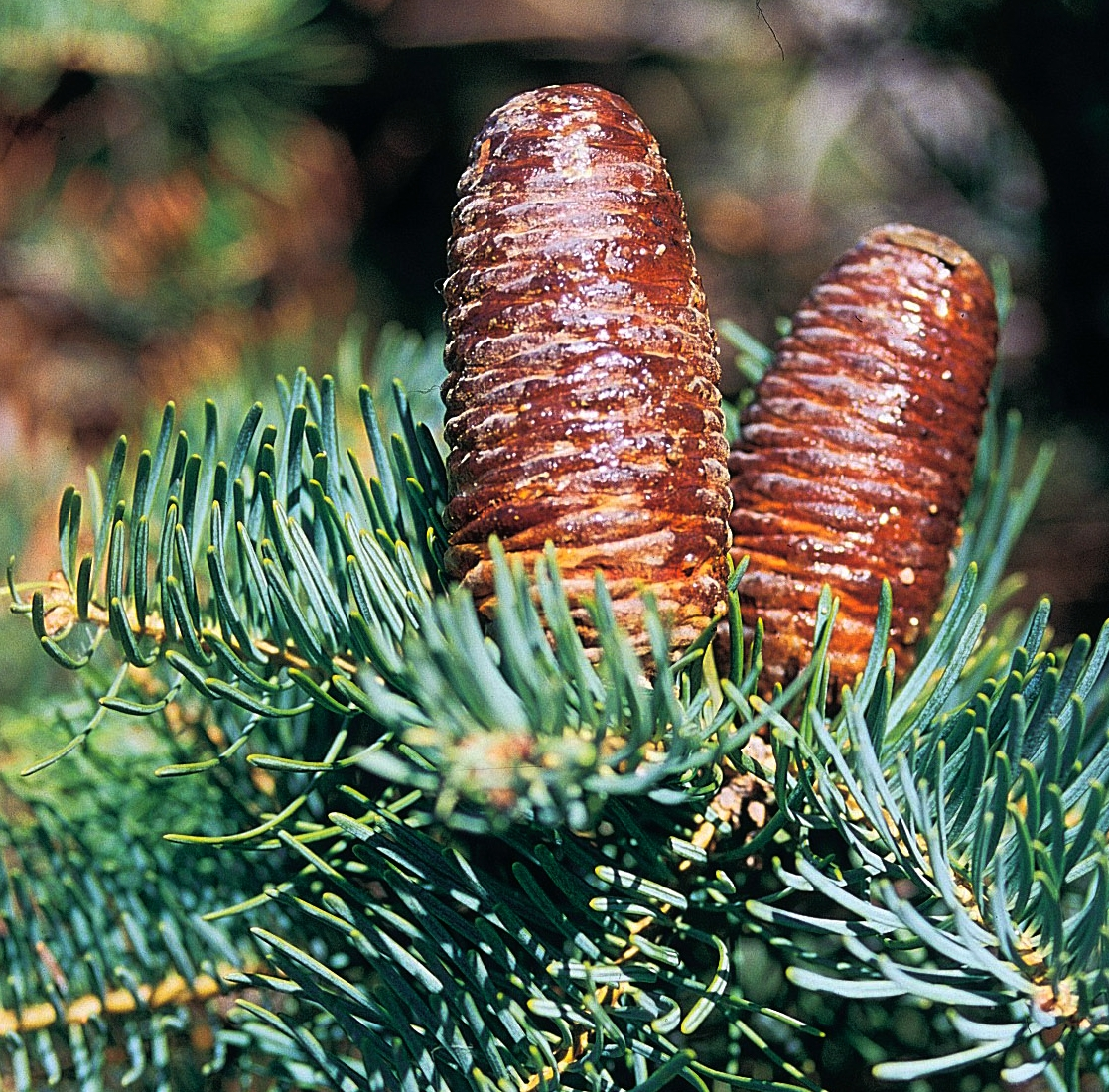
Pinyes d'Abies concolor
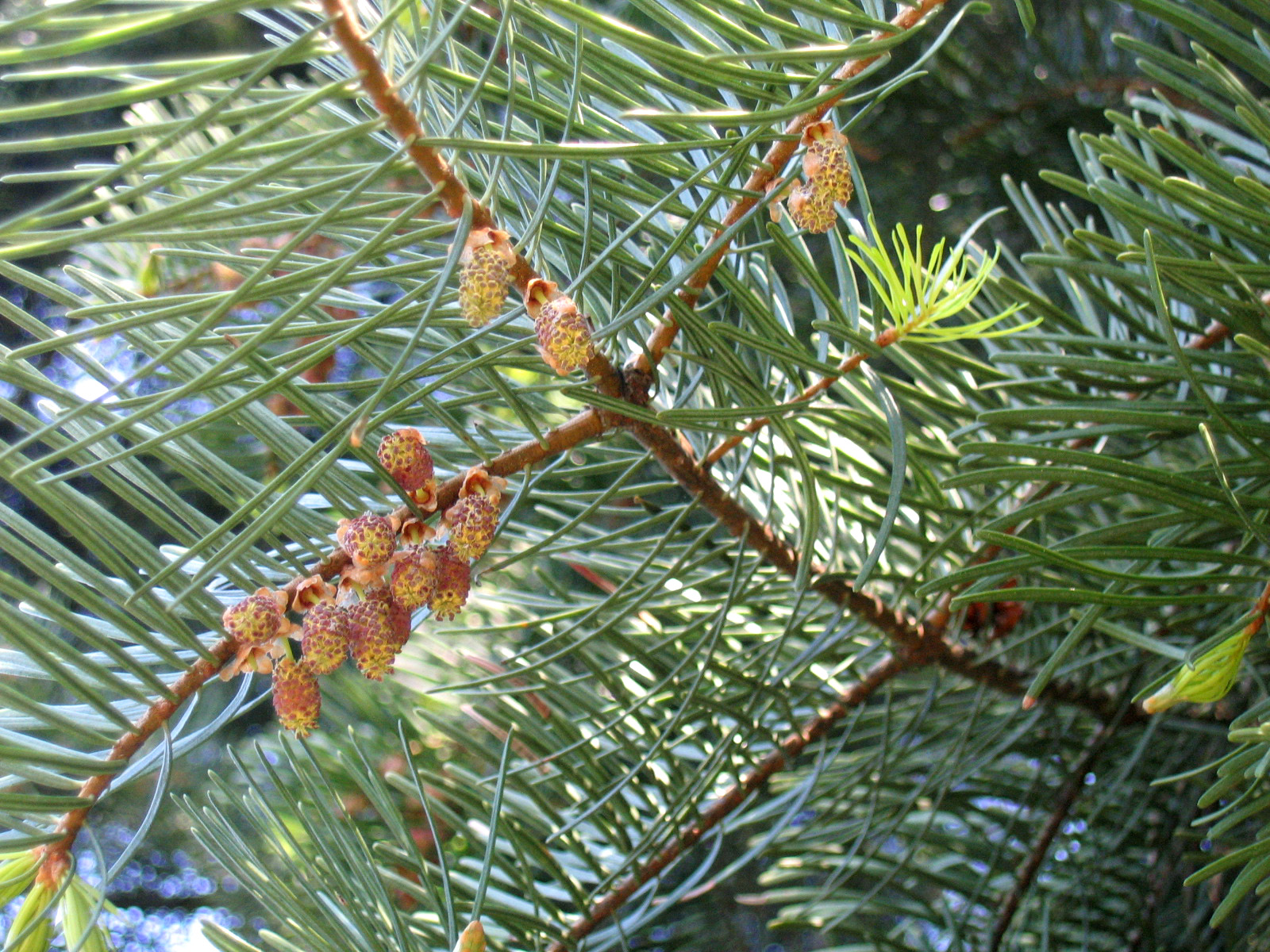
Cons masculins
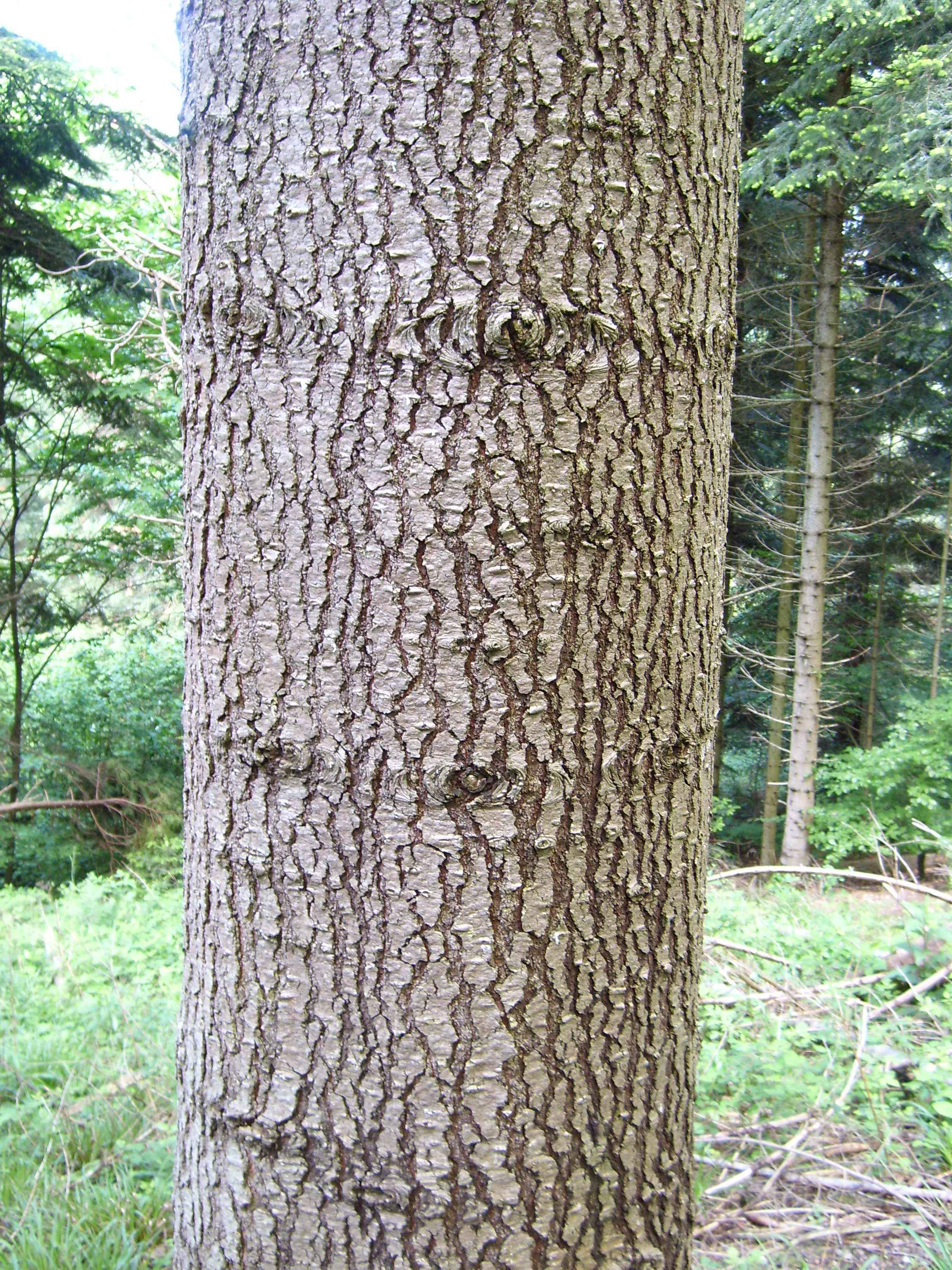
Escorça d'un exemplar jove
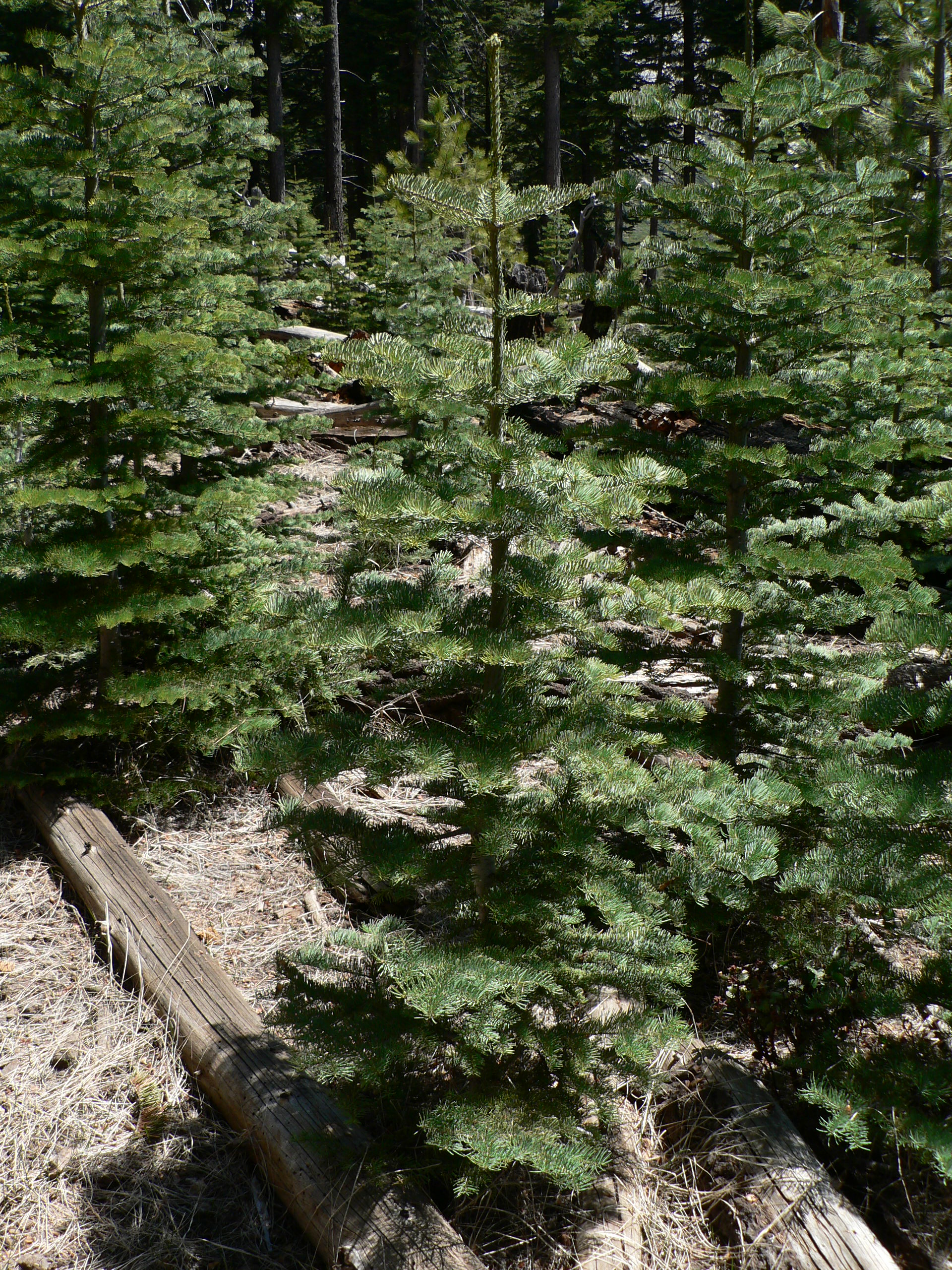
Exemplars joves
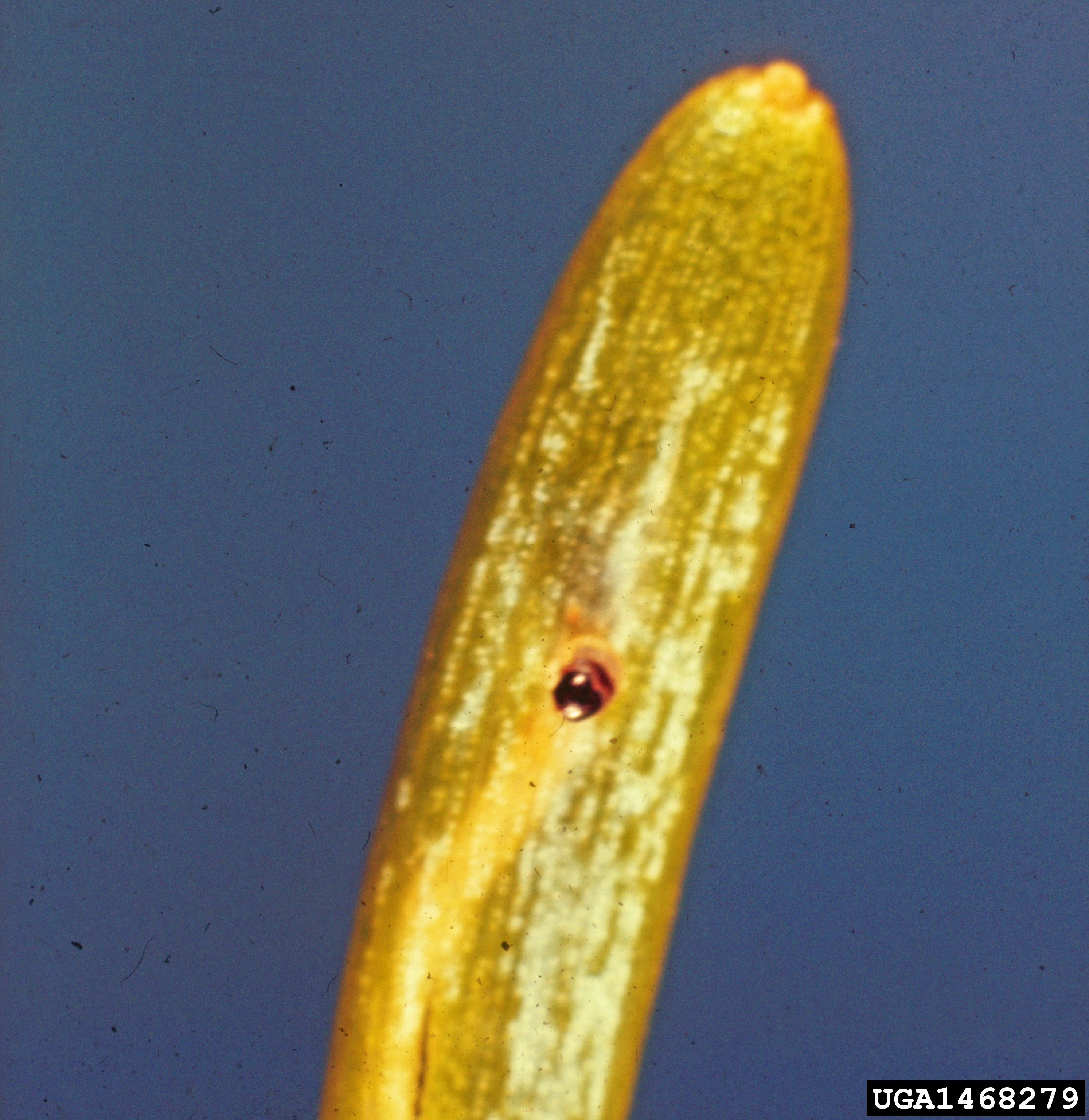
Larva d'Epinotia meritanu
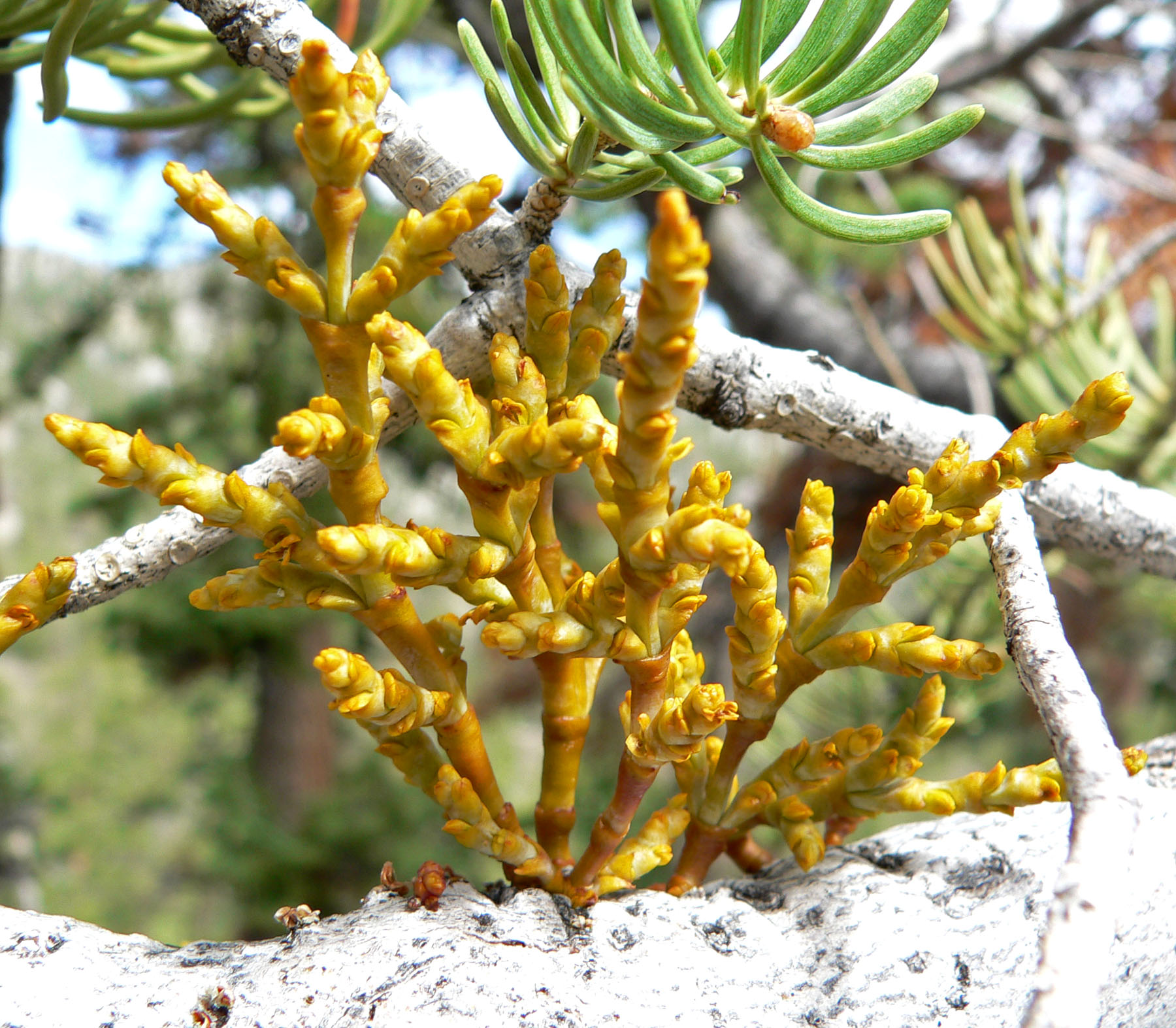
Arceuthobium abietinum
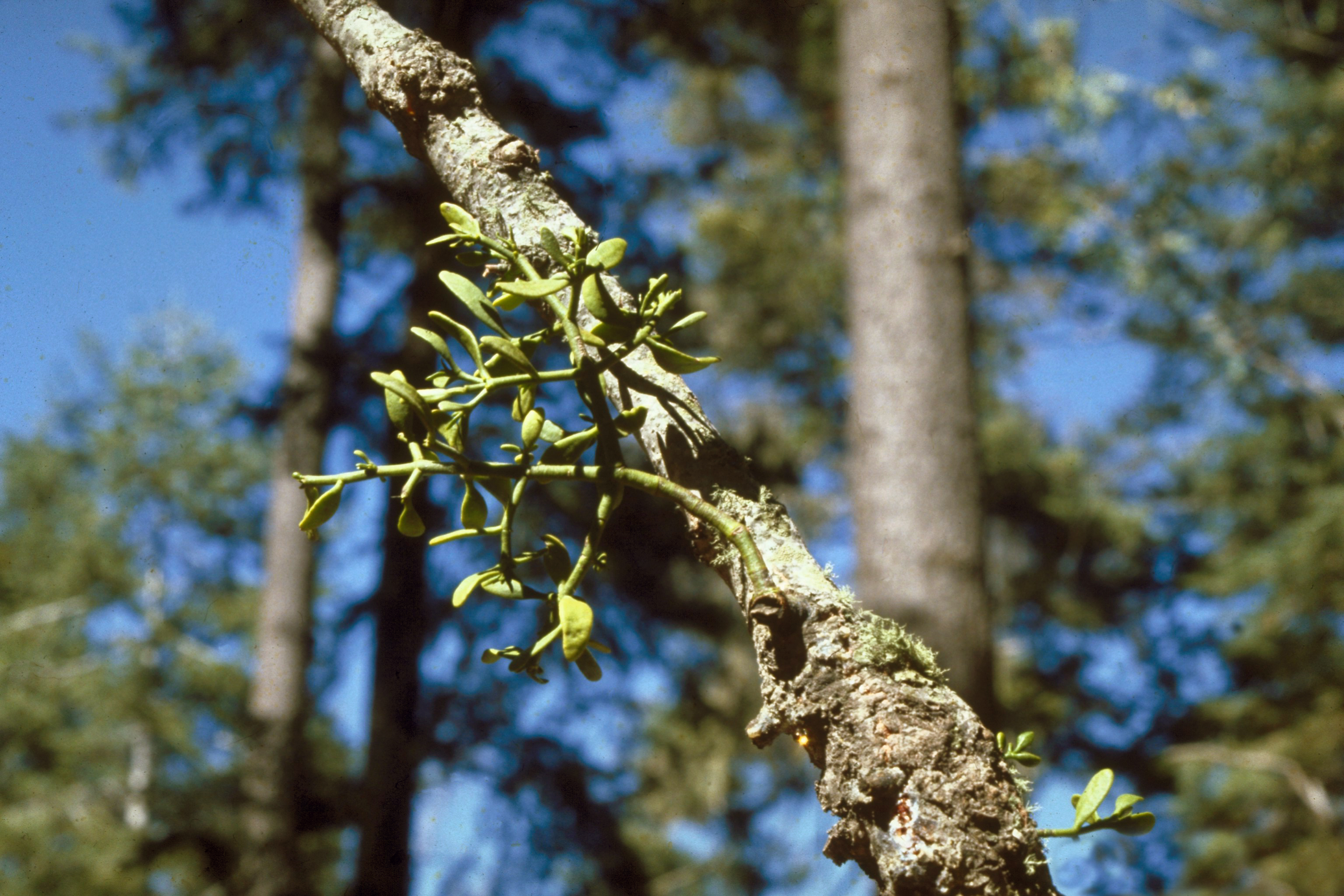
Phoradendron pauciflorum